# Furmeyer
Furmeyer är en kommun i departementet Hautes-Alpes i regionen Provence-Alpes-Côte d'Azur i sydöstra Frankrike. Kommunen ligger  i kantonen Veynes som ligger i arrondissementet Gap. År 2022 hade Furmeyer 175 invånare.

## Befolkningsutveckling
Antalet invånare i kommunen Furmeyer
Referens:INSEE